# 생선 스틱
생선 스틱(生鮮+stick, 영어: fish stick 피시 스틱[*])은 흰살생선으로 만든 가공식품이다. 대구나 명태 같은 흰살생선에 튀김옷을 입혀서 주로 냉동식품으로 팔리며, 튀겨 먹는 음식이지만 굽거나 지지기도 한다. 영국에서는 "생선 손가락"이라는 뜻의 피시 핑거(영어: fish finger)라 불린다.

## 사진

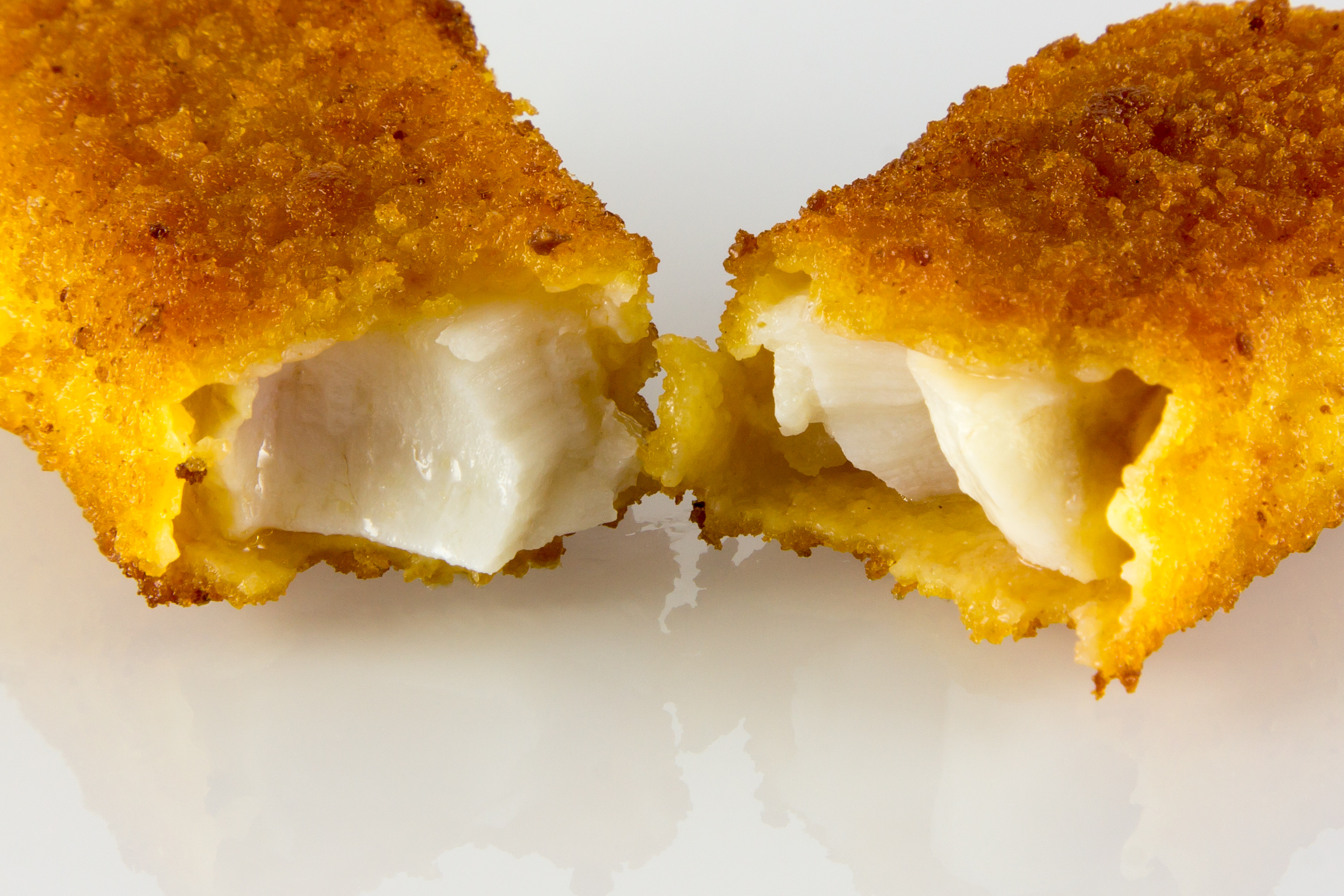
생선 스틱
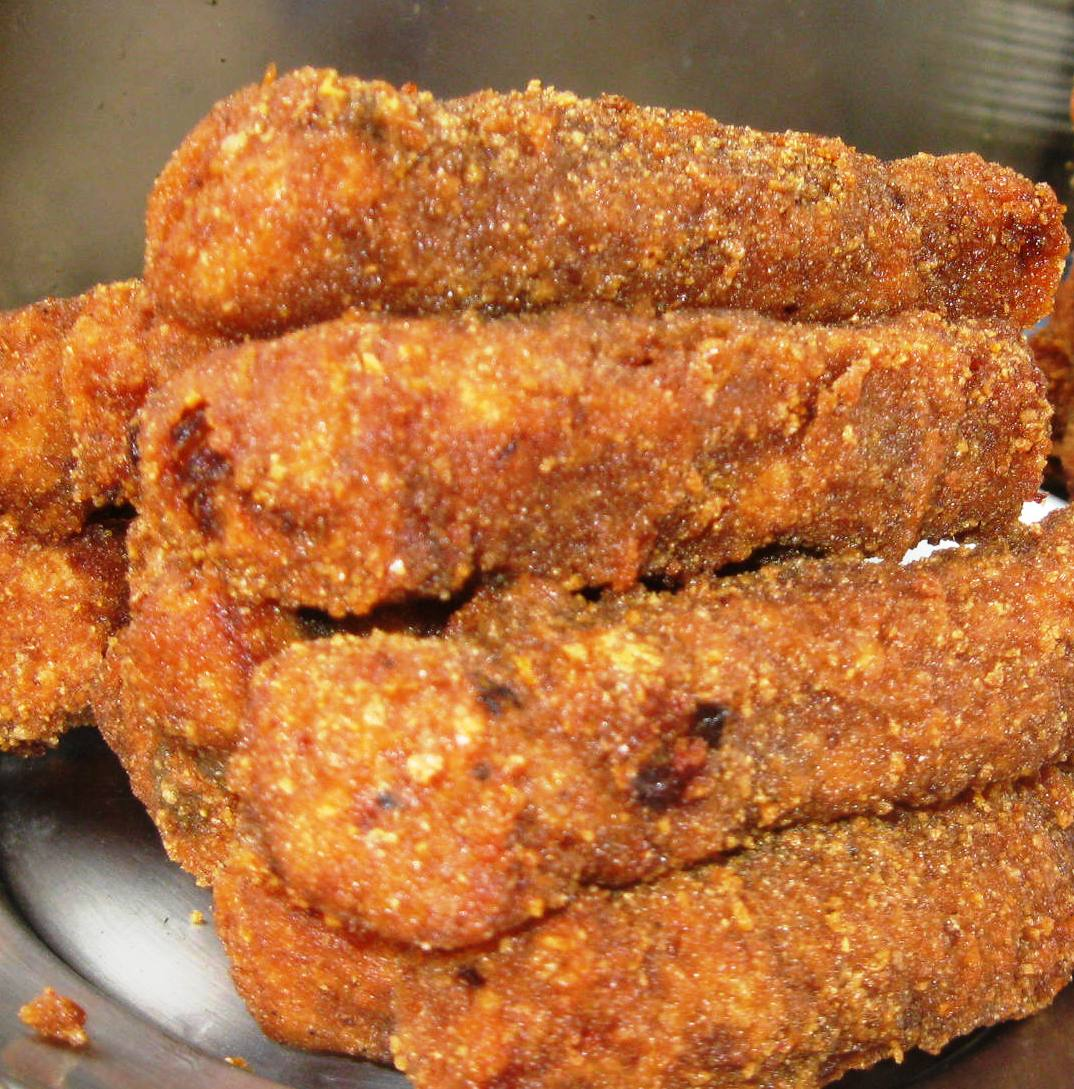
생선 스틱

## 같이 보기
- 생선 튀김
- 치즈 스틱